# Srem

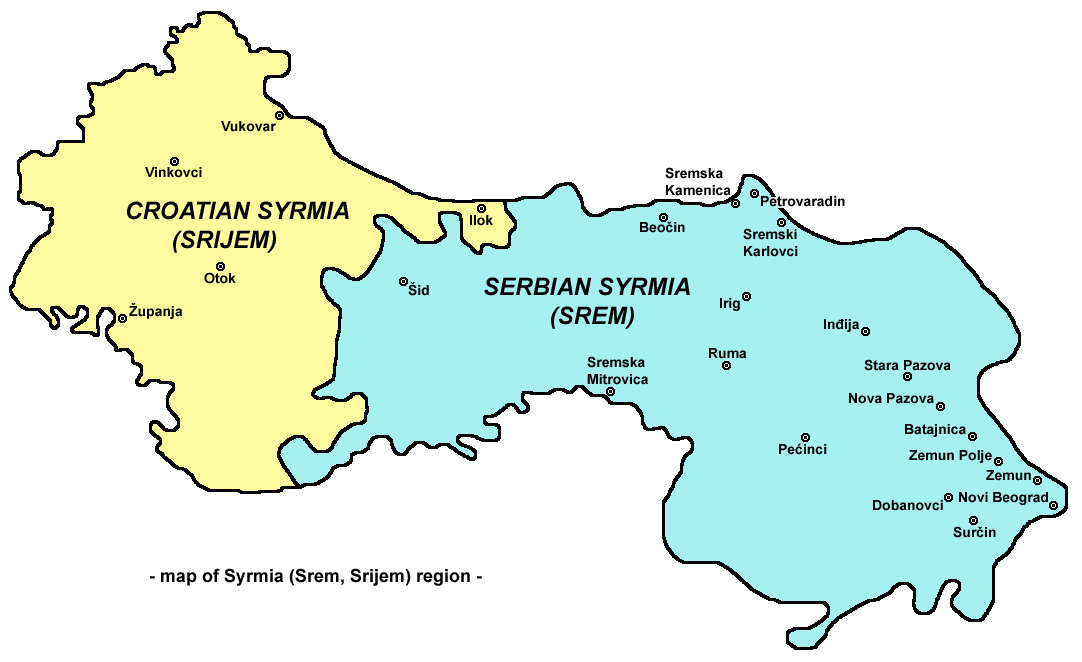
Karta över Srem eller Srijem

Srem eller Srijem (serbiska: Срем eller Srem, kroatiska: Srijem, tyska: Syrmien, ungerska: Szerém) är en geografisk region på den Pannoniska slätten som delas mellan Serbien och Kroatien. 

## Namn
På latin heter regionen Syrmium, vilket även är det latinska namnet för staden Sremska Mitrovica. 

## Geografi

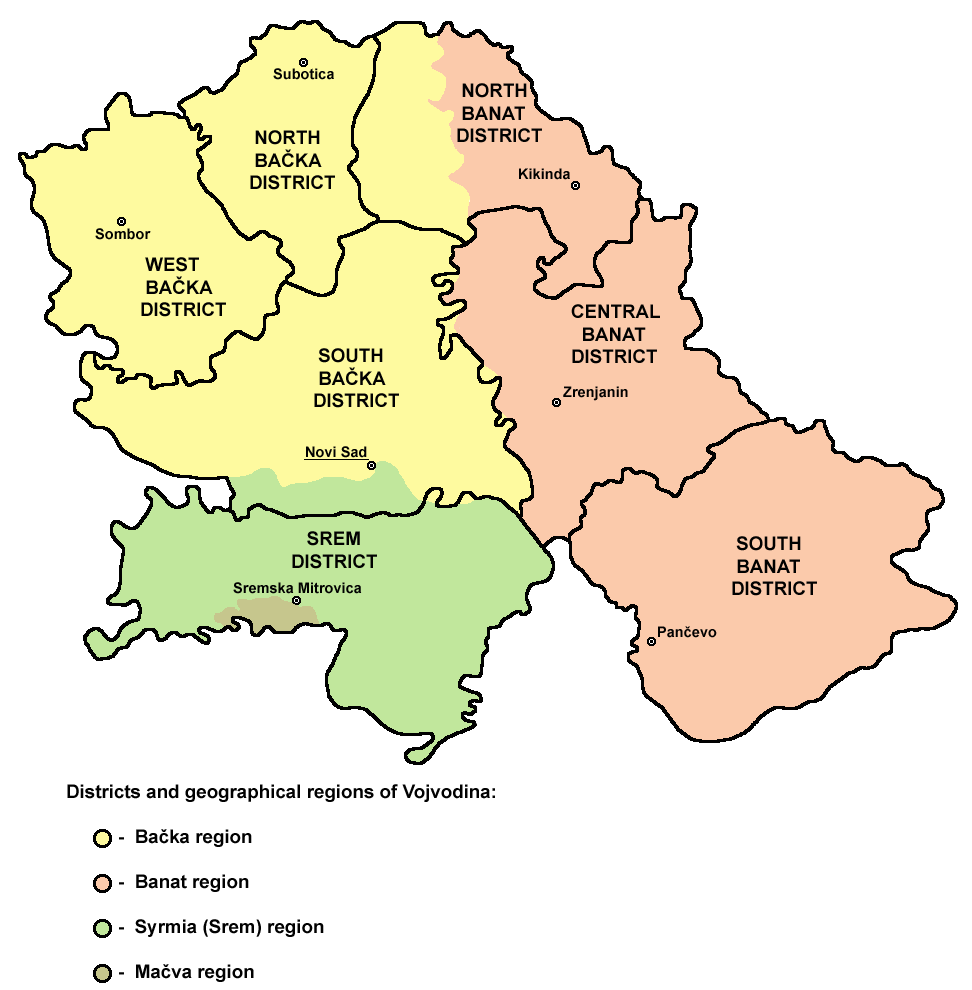
Distriktet Srem i provinsen Vojvodina

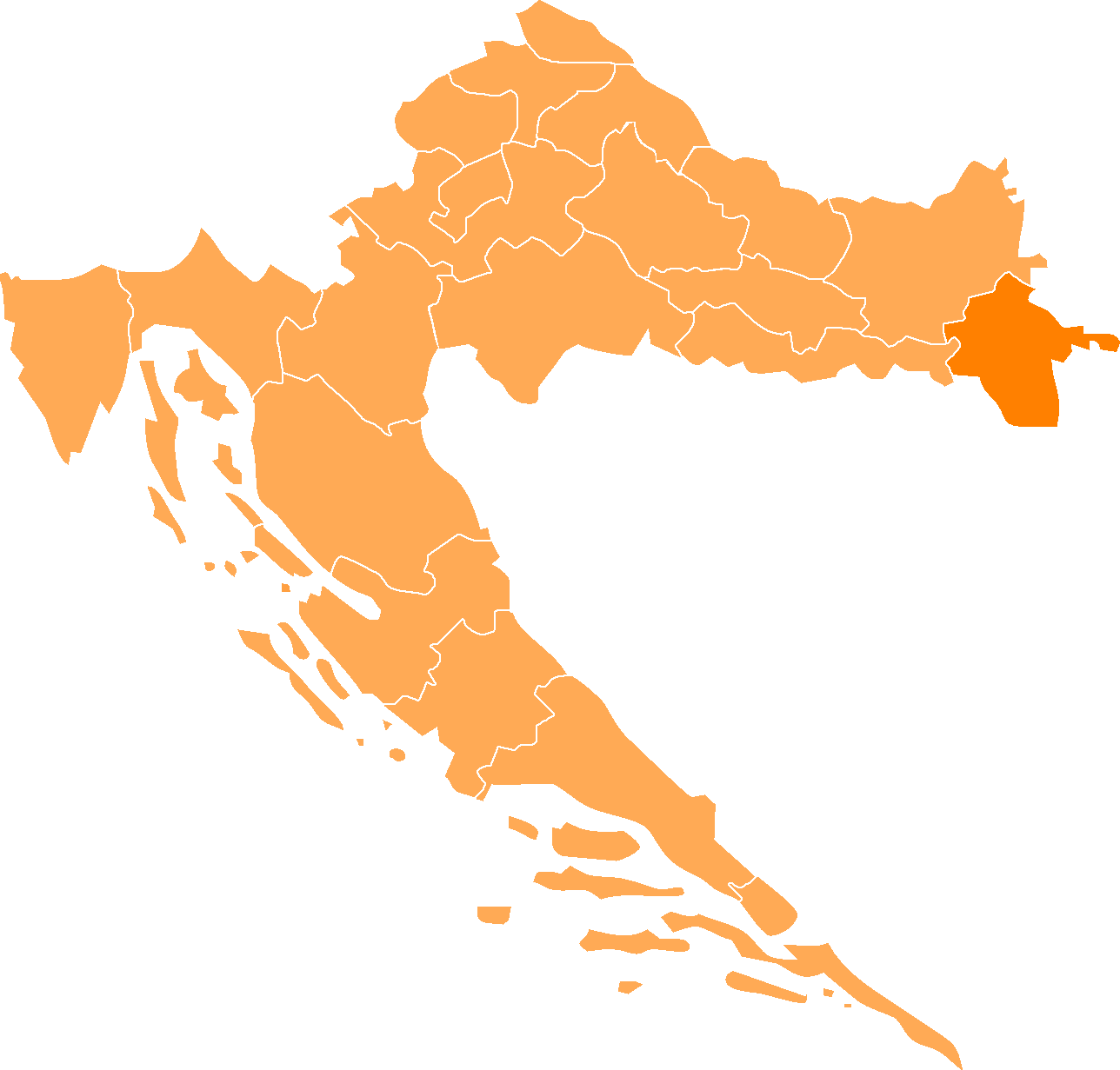
Vukovar-Srijems län i Kroatien

I Serbien ingår regionen till största delen i distriktet Srem i provinsen Vojvodina medan kroatiska delen av regionen ligger i Vukovar-Srijems län. 
Regionens gränser utgörs av floderna Donau i norr samt Sava i söder. Dessa två floder flyter ihop i Belgrad. I väst utgörs gränsen av floden Bosut, som bland annat flyter genom staden Vinkovci.
De nuvarande internationella gränserna mellan Serbien och Kroatien fastslogs 1945 av en kommission under Milovan Đilas. Serbien och Kroatien var då republiker inom Jugoslavien.
I serbiska delen av regionen ligger berget Fruška Gora vars högsta topp är 536 m över havet.¨
Genom Srem löpte under andra världskriget nazisternas försvarslinje med namnet Sremski front.

## Orter

### Serbien

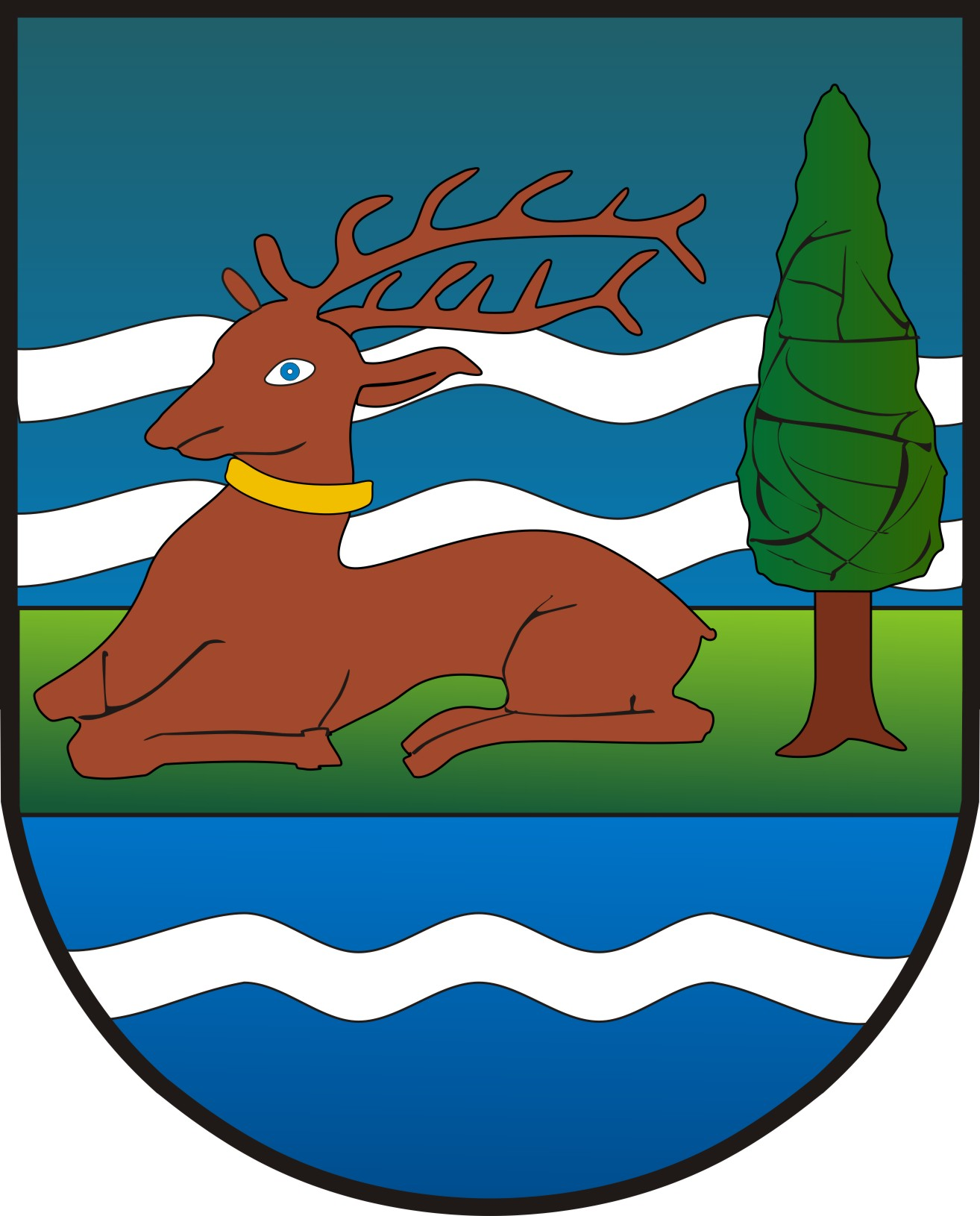
Vapensköld för Srem

- Stadsdelar i Belgrad:
  - Novi Beograd (217 180 invånare)
  - Zemun (146 172)
  - Surčin (14 209)
  - Dobanovci (8 114)

- Vojvodina
  - Sremska Mitrovica (39 041)
  - Ruma (32 125)
  - Inđija (26 244)
  - Stara Pazova (18 628)
  - Šid (16 301)
  - Petrovaradin (13 917)
  - Sremska Kamenica (11 140)
  - Sremski Karlovci (8 839)
  - Beočin (8 037)
  - Irig (4 854)

### Kroatien
- Vinkovci (33 239)
- Vukovar (30 126)
- Županja (13 775)
- Ilok (5 897)

## Befolkning
Det sammanlagda invånarantalet för hela regionen är omkring 1 000 000 invånare.

### Serbien
År 2002 hade den serbiska delen 790 697 invånare. 85% av befolkningen utgjordes av serber. Andra befolkningsgrupper var bland annat kroater, rusiner, ungrare och slovaker.

### Kroatien
Den kroatiska delen hade 204 768 invånare år 2001. 78% av invånarna var kroater och 15% serber. Resten av befolkningen utgjordes i huvudsak av ungrare, rusiner och slovaker. 